# Санца
Санца (итал. Sanza) — коммуна в Италии, располагается в регионе Кампания, в провинции Салерно.
Население составляет 3007 человек, плотность населения составляет 24 чел./км². Занимает площадь 126 км². Почтовый индекс — 84030. Телефонный код — 0975.
Покровителями коммуны почитаются Пресвятая Богородица (Дева Мария Снежная), празднование 26 июля и 5 августа, и святой мученик святой Савин, празднование 18 сентября.  